# Somogyvármegyei Egyesült HÉV
A Somogyszob-Barcs vasút 1890. szeptember 12-én nyílt meg,:185 a forgalom szeptember 17-én indult meg rajta. Akkor az országban a 99. vasútvonalként nyílt meg. Eleinte csak 2 vonatpár járt rajta, egy reggel, egy este. Egy 1894-es menetrend szerint Somogyszobról reggel 7 óra után indult, majd 23:45-kor érkezett vissza Somogyszobra, a budapesti gyors előtt. E vonal lehetővé tette, hogy később vasúti csomóponttá váljék Somogyszob.

## Története
1890. január 2-án engedélyezték a működését a 70 641/889. számú kereskedelemügyi miniszteri rendelet értelmében Széchényi Pálnak és társainak. A vonal mellékvonal volt.